# Славатинский, Александр Сергеевич
Алекса́ндр Серге́евич Славатинский (Словатинский, Славутинский) (1892, Самара — 26 февраля 1939, Москва) — сотрудник органов государственной безопасности СССР, майор государственной безопасности, член ВКП(б). Был расстрелян по обвинению в шпионаже и контрреволюционной деятельности.

## Биография
Александр Славатинский родился в Самаре в семье служащего Земельного банка. До 1908 года жил в Киеве, где окончил 7 классов 3-й гимназии. Затем переехал в Петербург и учился в гимназии при Человеколюбивом обществе. В 1909 году поступил на юридический факультет Петербургского университета, через два года был арестован за участие в студенческой забастовке, из-за чего был отчислен. До 1914 года отбывал службу во Всероссийском Земском союзе.
Во время Первой мировой войны служил в 5-м эпидемиологическом отряде при 11-й армии Западного фронта. В июне 1917 года вступил в ВКП(б) и стал членом ВРК 2-й армии. С 1918 года Славатинский работал секретарем исполкома Петросовета, управделами Петроградского губернского военного комиссариата, с 1919- го — в органах ВЧК. В 1920 году служил на Западном фронте председателем комиссий по борьбе с дезертирством. В марте 1921 года участвовал в подавлении Кронштадтского мятежа.
В 1922 году Александр Славатинский участвовал в партизанском движении в Польше, затем стал начальником отдела погранслужбы Штаба войск ОГПУ Западного края. С 1923 по 1925 год работал начальником 12-го, 7-го и 5-го отделений секретно-оперативного управления ОГПУ. В 1926 году его передали в распоряжение полномочного представительства ОГПУ по Дальневосточному краю, где он продолжил работу до 1931 года, а затем был переведен в Москву особоуполномоченным по важнейшим делам ПП ОГПУ по Московской области.
С апреля 1936 года работал помощником начальника транспортного отдела ГУГБ НКВД СССР, с мая 1937-го — помощником начальника УНКВД по Саратовской области.
В 1938 году Славатинский был отозван в Москву и 10 марта арестован по обвинению в шпионаже и участии в антисоветской организации. 26 февраля 1939 года был осужден военной коллегией Верховного суда СССР и в тот же день расстрелян. В ноябре 1955 году приговор отменили за отсутствием состава преступления.
Славатинский похоронен в Москве на Донском кладбище.

## Награды
- Золотые часы от ВЦИК (1920);
- Почётный работник ВЧК-ГПУ (1924);
- Орден Красного Знамени (1932)[4].